# Podsol

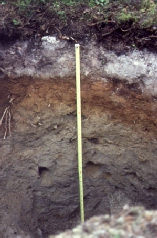
Podsol

Podsol är en jordmån, som framförallt återfinns i barrskog på norra halvklotet, tajgan. Den är Sveriges vanligaste jordmån, och täcker ca 70 % av Sveriges landyta. Även stora delar av nordvästra Ryssland, Finland och Norge består till stor del av podsol. Ordet härstammar från ryskans pod (under) och zola (aska).

## Karaktäristik
Podsolen karakteriseras av en vit eller gråaktig urlakningshorisont (E-horisont, även kallad blekjord) som normalt är ca en decimeter tjock, och av en 2–3 dm tjock anrikningshorisont som kan vara röd eller brunsvart (B-horisont, rostjord). Under B-horisonten finns den opåverkade mineraljorden, C-horisonten. Oftast finns en några cm tjock O-horisont ovanpå, bestående av förna och mårskikt, där den överst liggande förnan utgörs av onedbrutna växtdelar, medan mårskiktet består av humus och delvis nedbrutna växtrester. Podsoler utbildas i rätt så grova, dock ej alltför grova, morän- eller sandjordar genom en process som kallas podsolering. Dessa jordar är oftast naturligt sura; markvattnets pH ligger ofta runt 4 i både mårskiktet och blekjorden, och mellan 4,5 och 6 i rostjorden. De är även relativt känsliga för vidare försurning på grund av podsolernas låga vittringsbenägenhet. Podsolerna förknippas ofta med barrskog, men de förekommer ibland även tillsammans med annan vegetation. Den sura miljön i podsolernas övre horisonter gör att daggmaskar är ovanliga.

## Utbredning
Podsoler förekommer framför allt i delar av norra halvklotets barrskogsområden med relativt hög nederbörd. De förekommer i en zon som ungefärligt sträcker sig mellan polcirkeln i norr och femtionde breddgraden i Europa, respektive Stora sjöarna i Nordamerika. De är vanliga i norra Europa, nordvästra Ryssland, östra Kanada och nordöstra USA. Det förekommer även podsoler i delar av tropikerna där nederbörden är mycket hög; dessa podsoler är ofta mycket starkt utvecklade, med 1-2 m djupa blekjordshorisonter.

## Klassifikation
För att särskilja podsoler från andra jordar används vissa kriterier. Dessa är beroende av vilket system man använder för att klassificera jordmåner. Man kan även dela in podsoler i olika undergrupper.

### Svensk klassificering enligtRiksskogstaxeringen
Det här är en beskrivning av den svenska klassificeringen av podsoler, men de naturliga förhållandena i andra europeiska länder i samma bredgrader som Sverige har samma sorts naturförhållanden.
En podsol är en jord som har väl utvecklade horisonter av mår, blekjord och rostjord. Tre olika typer av podsoler finns: järnpodsol, järnhumuspodsol och humuspodsol.
Järnpodsoler. Har en vit/askgrå E-horisont som är underlagrad av en röd-orange B-horisont vars roströda färg beror på järnoxidutfällningar (benämns Bs-skikt). Horisontgränsen mellan E och Bs är tydlig, medan gränsen mellan Bs och det opåverkade underlaget (C-horisonten) oftast är diffus. Järnpodsoler utbildas vanligen i torra terränglägen.
Järnhumuspodsoler. Samma som ovan utom att det överst i B-horisonten finns ett mörkbrunt lager med kraftig humusanrikning (Bhs-skikt). Dessutom finns det ofta s.k. gleybildningar i C-horisonten, som är roströda järnutfällningar som uppkommer på grund av fluktuerande grundvattenyta. Järnhumuspodsoler finns i något fuktigare terränglägen än järnpodsoler, där grundvattenytan är högre.
Humuspodsoler. Mårskiktet i humuspodsoler är ofta relativt onedbrutet (av torvkaraktär). Har en E-horisont som oftast är relativt tjock och impregnerad med humus varför den är gråsvart. B-horisonten innehåller inget Bs-skikt men däremot Bhs- eller Bh-skikt (det sistnämnda har kraftig humusanrikning, men inga järnoxidutfällningar, och är därför svartaktigt). Gränsen mellan E och B är ofta diffus. Humuspodsoler finns ofta nära gränsen mellan in- och utströmningsområden där grundvattnet ligger ganska nära ytan.

### Soil Taxonomy och FAO / WRB
I det amerikanska systemet för jordmånsklassifikation (Soil Taxonomy) betecknas podsoler som Spodosols, medan de betecknas som Podzols av FAO / WRB. I båda fallen krävs en viss anrikning av humusämnen i B-horisonten (bestäms genom extraktion med oxalsyrasalt på laboratoriet) för att en jord ska räknas som podsol. Båda systemen särskiljer en rad olika undergrupper för podsoler.

## Podsolering
Enligt den idag vanligaste tolkningen av hur podsoleringen går till har humusämnen och andra organiska syror en nyckelroll. Dessa organiska syror frigörs från mårskiktet i samband med mikroorganismers nedbrytning av det organiska material (barr, rötter, kvistar m.m.) som ackumulerats där.
De nedträngande organiska syrorna följer med markvattnet nedåt i jorden där de ”fräter” på den underliggande mineraljorden. De organiska syrorna komplexbinder också järn (Fe) och aluminium (Al) från markmineralen. Efter lång tid (hundratals till tusentals år) uppstår en några centimeter tjock E-horisont (blekjord) där jorden utarmats på lättvittrade mineral. Kvar blir framför allt svårvittrad kvarts som är vit till färgen. De organiska komplexen vandrar vidare nedåt i profilen men fälls ut lite längre ned när komplexen mättats på Fe och Al. Därigenom uppstår en B-horisont, som är anrikad med järn och aluminium. Vad som sedan händer beror på vilken typ av podsoler det är frågan om. I järn- och järnhumuspodsoler med rik tillgång på syre bryts de organiska komplexen ned av mikroorganismer och järnet omvandlas till järnoxiderna ferrihydrit och goethit, vilka ger B-horisonten i dessa podsoler dess röd-orangea färg. Dessutom omvandlas aluminiumet till mineralen allofan och imogolit, vilka är färglösa men kan påvisas med hjälp av extraktioner på laboratoriet. I de blötare humuspodsolerna däremot är syretillgången lägre vilket förhindrar mikroorganismernas nedbrytning. Här kan järnet istället reduceras till tvåvärda järnjoner (Fe2+) vilka successivt lakas ur profilen; kvar i B-horisonten blir framför allt anrikat aluminium som är komplexbundet till organiskt material (humus).